# Denis Mitchison
Pour les articles homonymes, voir Mitchison.
Denis Anthony Mitchison (6 septembre 1919 - 2 juillet 2018) est un bactériologiste britannique,.

## Jeunesse
Mitchison est né à Oxford en 1919, le fils de l'homme politique travailliste Dick Mitchison et de sa femme, l'écrivaine Naomi Haldane. Son oncle est le biologiste John Burdon Sanderson Haldane et son grand-père le physiologiste John Scott Haldane. Ses frères cadets sont les zoologistes Avrion Mitchison et Murdoch Mitchison.
En 1954, la mère de Denis Mitchison écrit le livre fantastique Graeme and the Dragon, dans lequel le protagoniste est son petit-fils, le fils de Denis, Graeme Mitchison.
Il fait ses études à la Dragon School d'Oxford et à l'Abbotsholme School, puis au Trinity College de Cambridge, où il étudie les sciences naturelles, obtenant un diplôme de première classe et une bourse d'études supérieures. Ce n'est qu'alors qu'il se tourne vers la médecine, diplômé du Collège universitaire en 1943, et choisit une formation postdoctorale en pathologie.

## Carrière
Il commence à l'hôpital de Brompton au moment où le premier essai clinique avec une admission randomisée entre le traitement de la tuberculose pulmonaire (TB) avec la streptomycine ou avec le repos au lit seul est mené.
Mitchison poursuit ensuite son intérêt de toute une vie pour le traitement de la tuberculose, en participant aux essais cliniques organisés par l'unité de recherche sur la tuberculose du Conseil de recherches médicales (MRC TRU) avec le directeur Philip D'Arcy Hart.
À la suite de l'importance décisive des bacilles tuberculeux résistants aux médicaments dans le traitement, il est nommé en 1964 directeur d'une nouvelle unité MRC sur la résistance aux médicaments dans la tuberculose (plus tard changée en unité MRC pour les études de laboratoire sur la tuberculose) à la Royal Postgraduate Medical School. Il travaille ensuite en étroite collaboration avec D'Arcy Hart au MRC TRU et plus tard avec Wallace Fox, directeur de l'unité de recherche sur la tuberculose et les maladies pulmonaires du MRC, sur le développement d'un traitement efficace contre la tuberculose à un coût suffisamment bas pour être abordable dans les pays en développement.
Le cadre de ce travail est une série d'essais cliniques au Royaume-Uni et en plus grand nombre en Afrique de l'Est, en Inde, à Hong Kong, à Singapour et en Tchécoslovaquie. Ce travail passe par deux étapes; le premier traite du problème des bacilles tuberculeux résistants aux médicaments, qui est résolu par l'utilisation de régimes incorporant 2, 3 ou 4 antituberculeux différents.
Débutant par une publication en 1970, la deuxième phase porte sur le raccourcissement de la durée de traitement d'au moins 12 mois à 6 mois en utilisant la rifampicine et le pyrazinamide dans des schémas dits "de courte durée" qui sont à la base de la thérapie standard actuelle avec 2 mois de 4 médicaments (rifampicine, isoniazide, pyrazinamide et éthambutol) suivis de 4 mois de rifampicine et isoniazide.
Il crée des laboratoires spécialisés dans la tuberculose au Kenya, en Ouganda, en Tanzanie, en Zambie et un laboratoire central à Hong Kong.
Il publie environ 250 articles traitant (1) des facteurs ralentissant la croissance des bacilles tuberculeux qui pourraient expliquer la longue durée du traitement, dont le premier article sur les effets de la culture anaérobie ; (2) avec Jean Dickinson sur les effets post-antibiotiques pour expliquer le succès du dosage intermittent des médicaments ; (3) les curieuses caractéristiques des souches atténuées de TB de l'Inde du Sud ; (4) la réponse au traitement lorsque les souches étaient initialement résistantes aux médicaments, permettant l'identification de l'action des médicaments individuels.

## Après la retraite
Après sa retraite théorique en 1985, il continue à travailler d'abord à la Royal Postgraduate Medical School de Hammersmith, puis à St George's, Université de Londres. Il développe la technique de mesure de l'activité bactéricide précoce des médicaments, qui est maintenant une pratique courante comme première étape de la phase II du développement clinique de nouveaux médicaments avec Amina Jindani et ses collègues en Afrique du Sud. Il introduit également le concept de l'étude de phase II de 8 semaines avec la proportion de patients obtenant une culture d'expectoration négative à 8 semaines, une évaluation standard dans la plupart de ces études. Plus récemment, il développe un nouveau type d'étude de phase II de 8 semaines utilisant la modélisation du nombre de TB dans les crachats pendant le traitement (avec Geraint Davies et le MRC sud-africain). Il travaille sur plusieurs nouveaux médicaments antituberculeux et participe à des essais cliniques sur des rifamycines à forte dose.
Mitchison arrête finalement le travail régulier à l'âge de 95 ans. Il est décédé à Kingston en juillet 2018 à l'âge de 98 ans d'une embolie pulmonaire bilatérale.